# Réserve naturelle régionale du marais de Condette
Het Réserve naturelle régionale du marais de Condette is een regionaal natuurreservaat in de tot het departement Pas-de-Calais behorende gemeente Condette.
Het gebied heeft een oppervlakte van 35 ha en herbergt tal van vochtige biotopen. Er is het Lac des Miroirs met vochtige oevers, er zijn graslanden en houtopstanden van verschillende ouderdom en dichtheid. Hierdoor is een mozaïek aan biotopen ontstaan welke tot een hoge mate van biodiversiteit leiden.

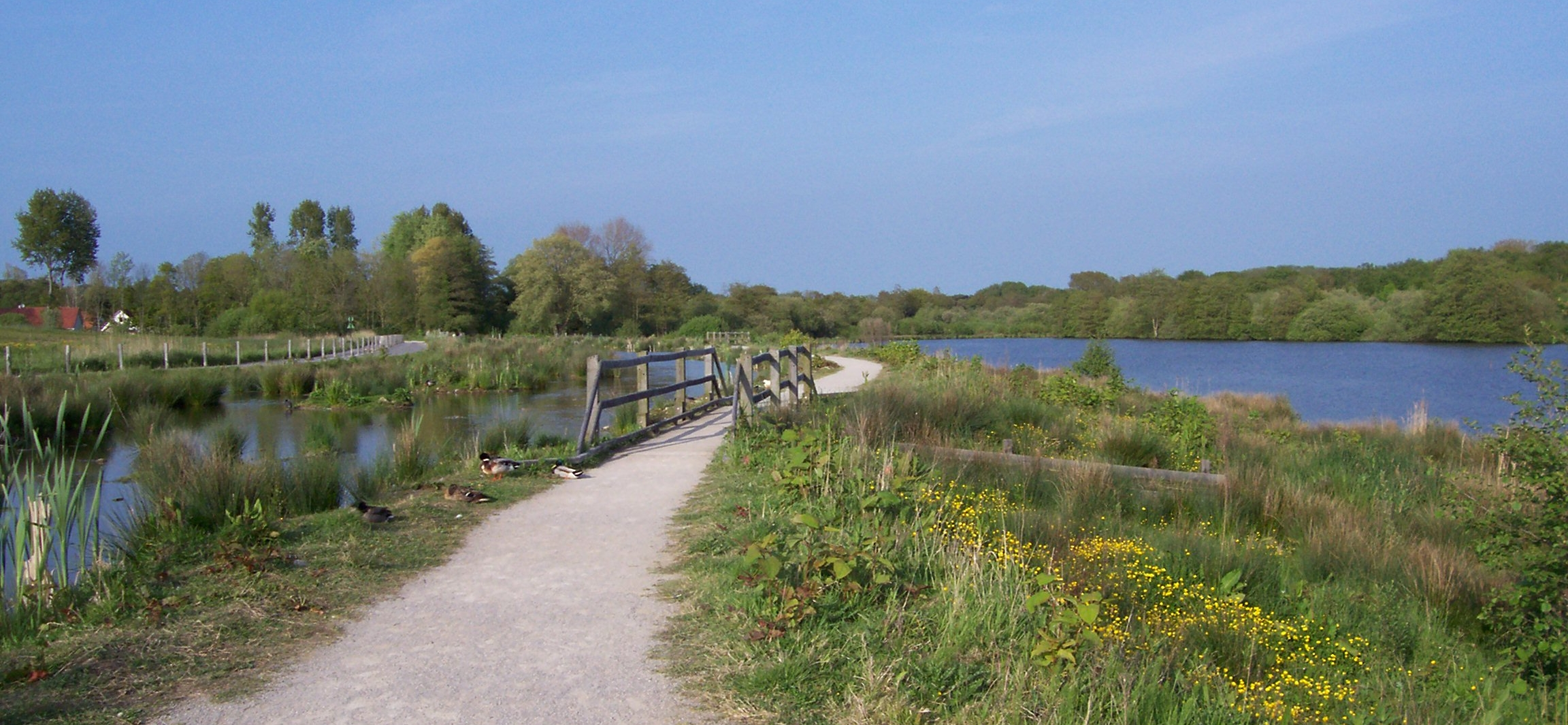
Moeras en vijver

De plantenwereld kent soorten als grote boterbloem, muizendoorn (Ruscus aculeatus), wateraardbei en koningsvaren.
De dierenwereld kent meer dan 80 vogelsoorten, zowel broedvogels als doortrekkers. Er komen 12 zoogdiersoorten voor, waaronder de eekhoorn en de vale vleermuis. 7 soorten amfibieën werden waargenomen, namelijk gewone pad, bruine kikker, boomkikker, vuursalamander, alpenwatersalamander, kleine watersalamander en vinpootsalamander.
Een deel van het gebied is toegankelijk voor wandelaars.